# Jean Ganiayre
Jean Ganiayre (okcitánsky Joan Ganhaire; * 21. května 1941, Agen, Lot-et-Garonne) je okcitánský spisovatel, píšící limousinským dialektem. Profesí lékař, vystudoval v Bordeaux a usadil se na périgordském venkově. Zde objevil svou okcitánskou identitu. Po první sbírce povídek Lo Reirlutz následovala druhá, Lo Viatge Aquitan, za kterou obdržel Prix Jaufré Rudel v roce 2001. Experimentoval s několika žánry: fantastika, detektivka v Sorne Trasluc, dobrodružný román a sága . Je považován za jednoho z hlavních spisovatelů současné okcitánské literatury.
Od roku 2004 je vrchním radou kantonu Brantôme.

## Dílo
- Lo libre dau reirelutz, IEO, Novelum, 1978
- Lo darrier daus Lobaterras, IEO, A Tots, 1984
- Dau vent dins las plumas, IEO, A Tots, 1992
- Lo viatge aquitan, IEO, A Tots, 2000
- Sorne trasluc, collection Crimis, IEO, Novelum, 2004
- Las islas jos lo sang, IEO, 2006
- Las tòrnas de Giraudon, Crimis, IEO, Novelum, 2010